# Manuela Marx
Manuela Marx (* 17. Oktober 1947 in Berlin) ist eine deutsche Theater- und Filmschauspielerin.

## Leben
Manuela Marx ist in Berlin geboren und aufgewachsen und ist die Tochter des Schauspielers Peter Marx. Nach dem Abitur absolvierte sie von 1966 bis 1970 ein Schauspielstudium an der Deutschen Hochschule für Film und Fernsehen in Potsdam-Babelsberg. In der Studioinszenierung von Georg Büchners "Woyzeck"  spielte Manuela Marx unter der Regie von Fritz Marquardt die -Marie-. Diese Inszenierung sorgte in Theaterkreisen für großes Aufsehen. Noch in ihrem letzten Studienjahr besetzte der Intendant und Regisseur des Hans-Otto-Theaters Potsdam Peter Kupke Manuela Marx mit dem -Klärchen- in Goethes "Egmont" und gab ihr am Hans-Otto-Theater ein festes Engagement. Weitere Rollen am Hans-Otto-Theater waren z. B. unter der Regie von Rolf Winkelgrund die Brigitte- in "Kap der Unruhe" von Alfred Matusche, sowie -das Mädchen- in dem Zwei-Personen Stück "Ich bin einem Mädchen begegnet"  von Rainer Kerndl, Regie Ernst Georg Hering. In Herrmann Kants "Aula"  spielte sie die -Rose Paal-, Regie Rolf Winkelgrund und in dem Erfolgsstück "In Sachen Adam und Eva"  von Rudi Strahl spielte sie die -Hela- unter der Regie von Gerhard Neubauer. Im Schwank "Der Raub der Sabinerinnen" von Schönthan, Regie Gerd Staiger, gab sie die -Paula-, um nur einige Rollen zu nennen.
Manuela Marx arbeitete aber auch erfolgreich an anderen Theatern, so spielte sie an der Volksbühne Berlin z. B. die -Ute Lentin-  in der "Abiturmann" von Arne Leonhardt, Regie Ernst Georg Hering und Gero Troike und an den Städtischen Bühnen Karl-Marx-Stadt (Chemnitz) spielte Manuela Marx unter der Regie von Gerhard Meyer die -Glafira- in Gorkis "Jegor Bulytschow und die anderen".
Nebenbei arbeitete Manuela Marx auch immer wieder für Film- und Fernsehproduktionen.

## Filmografie
- 1969: Jungfer, Sie gefällt mir
- 1969: Rendezvous mit unbekannt (Miniserie, eine Folge) (TV)
- 1969: Weite Straßen – stille Liebe
- 1969: Ihr letztes Rendezvous (TV)
- 1969: Wallensteinslager (TV)
- 1970: Zauberlehrlinge (TV)
- 1970: Weil ich dich liebe …
- 1970: Im Spannungsfeld
- 1971: KLK an PTX – Die Rote Kapelle
- 1971: Geschichten um Wilhelm (TV)
- 1971: In Sachen Adam und Eva (TV)
- 1974: Der Leutnant vom Schwanenkietz (TV)
- 1974: Spätsaison (Miniserie) (TV)
- 1975: Lotte in Weimar
- 1975: Suse, liebe Suse
- 1975: Die Seefee (TV)
- 1975: Geschwister (TV)
- 1975: Der Staatsanwalt hat das Wort, -Ohne Ansehen der Person- (TV)
- 1975: Das sündige Dorf (TV)
- 1976: Pitaval, Der Weg ins nichts (TV)
- 1976: Die gestohlenen Zwiebeln (TV)
- 1977: Ernst Schneller (TV)
- 1977: Viechereien (TV)
- 1977: Du und Icke und Berlin (TV)
- 1978: Bluthochzeit (TV)
- 1978: Brandstellen
- 1978: Oda, Plötzsee 1943 (TV)
- 1979: Spuk unterm Riesenrad (Fernsehserie, 3 Folgen)
- 1979: Fragen Sie Prof. Kaul, Die Hose (TV)
- 1979: Verlobung in Hollerbusch (TV)
- 1981: Kein Mann für Zwei (TV)
- 1982: Alles, was recht ist,-Lebensgemeinschaft- (TV)
- 1983: Mein Vater in der Tinte (TV)
- 1984: Die ewigen Gefühle (TV)
- 1989: Ein Heim für Tiere "Peggys Double"  (TV)
- 1989: Praxis Bülowbogen "Video und Wirklichkeit", Folge 29 (TV)